# Вилючинск (пункт базирования)
Вилючинск — пункт базирования Тихоокеанского флота России. На 2015 год является единственным местом базирования ПЛАТ и ПЛАРБ Тихоокеанского флота России.

## Географическое положение
Пункт базирования Вилючинск размещён на территории Камчатского края, в одноимённом городе Вилючинске, расположенном на берегу Авачинской бухты в 25 км к юго-западу от города Петропавловск-Камчатский.

## Базирующиеся соединения

### 15-я эскадра подводных лодок Камчатской военной флотилии
Сформирована в 1961 году. К 1971 году включала:
- 8-я дивизия подводных лодок,
- 10-я дивизия подводных лодок,
- 45-я дивизия подводных лодок,
- 182-я бригада подводных лодок.

В 1973 году на базе 15-й эскадры ПЛ сформирована 2-я флотилия подводных лодок Тихоокеанского флота.
1 мая 1998 года 2-я флотилия переформирована в 16-ю Эскадру ПЛ ТОФ.

### 16-я Краснознамённая эскадра подводных лодок

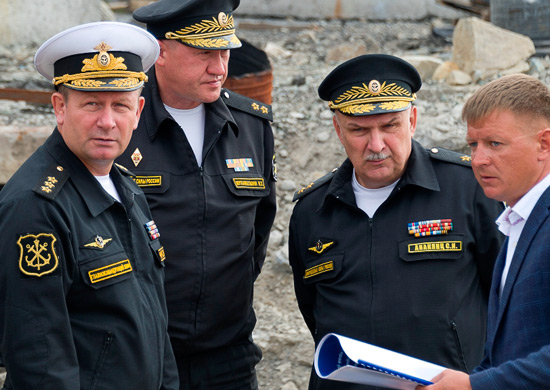
Главнокомандующий ВМФ РФ адмирал В. Чирков, командующий ТОФ адмирал С. Авакянц, командующий подводными силами ТОФ вице-адмирал И. Мухаметшин в Вилючинске, 2014 год

По состоянию на 2015 год 16-я Краснознамённая эскадра подводных лодок включает в себя 10-ю и 25-ю дивизии атомных подводных лодок с базированием в бухте Крашенинникова и 182-ю бригаду дизельных подводных лодок с базированием на Завойко в бухте Ильичева.

#### 10-я дивизия подводных лодок (бухта Крашенинникова)
в/ч 60092. Командир дивизии — контр-адмирал Владимир Гришечкин (С 2006 по 2008 год).
- К-419 «Кузбасс» — МПЛАТРК пр.971У. В составе флота с 1992 года.
- К-456 «Тверь» — ПЛАРК пр.949А. В составе флота с 1992 года.
- К-186 «Омск» — ПЛАРК пр.949А. В составе флота с 1993 года. Командир капитан 1-го ранга Валерий Савон.
- К-150 «Томск» — ПЛАРК пр.949А. В составе флота с 1996 года. Командир капитан 1-го ранга Алексей Заренков.
- К-573 «Новосибирск» — ПЛАРК пр.885М. В строю с 21 декабря 2021 года.

Ремонтирующиеся ПЛ:
- К-295 «Самара» — гвардейская МПЛАТРК пр.971У. В составе флота с 1995 года. Ремонт с модернизацией в Центре судоремонта «Звёздочка».
- К-331 «Магадан» — МПЛАТРК пр.971У. В составе флота с 1990 года. Ремонт с модернизацией на Дальневосточном заводе «Звезда». Ожидалось что после ремонта и модернизации в 2022 году лодка будет передана в лизинг ВМС Индии. Название «Магадан» будет передано ДЭПЛ проекта 636.3 «Варшавянка»[1].
- К-132 «Иркутск» — ПЛАРК пр.949А. В составе флота с 1988 года. Ремонт с модернизацией (до 949АМ) на Дальневосточном заводе «Звезда». Возвращение в строй планировалось в 2022 году[2].
- К-442 «Челябинск» — ПЛАРК пр.949А. В составе флота с 1990 года. Ремонт с модернизацией (до 949АМ) на Дальневосточном заводе «Звезда»[3]. Возвращение в строй планировалось в 2023 году[4].

В постройке:
- К-571 «Красноярск» — ПЛАРК пр.885М. Строительство начато 27 июля 2014 года[5]. 23 января 2017 года были завершены гидравлические испытания прочного корпуса и его конструкций[6]. Передача флоту запланирована в 2022 году.
- «Пермь» — ПЛАРК пр.885М. Заложена 29 июля 2016 года[7]. Передача флоту была запланирована в 2024 году[8].
- «Владивосток» — ПЛАРК пр.885М. Заложена 20 июля 2020 года. Ожидаемый ввод в строй — 2028 год[9].

#### 25-я дивизия подводных лодок (бухта Крашенинникова)

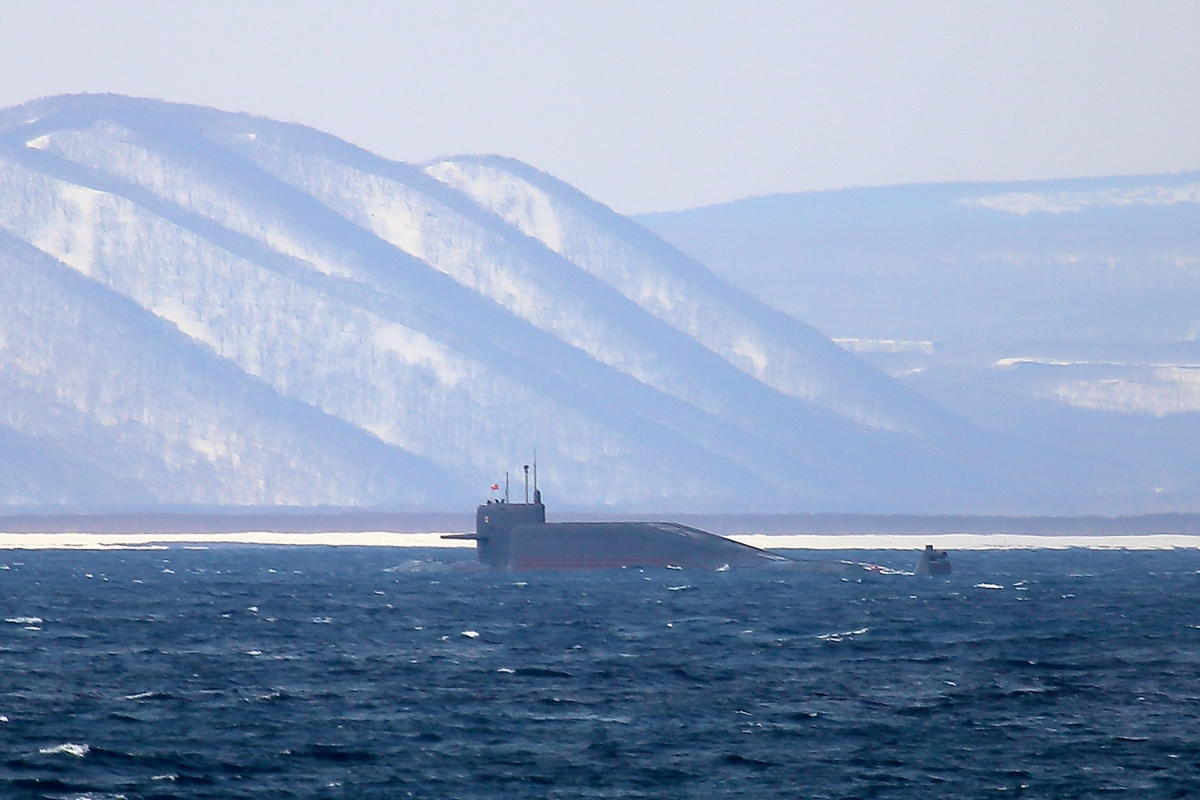
РПКСН «Подольск» у берегов Камчатки, 2015 год

Командир дивизии с 2013 года по настоящее время — капитан 1-го ранга Казаков Валерий Владимирович

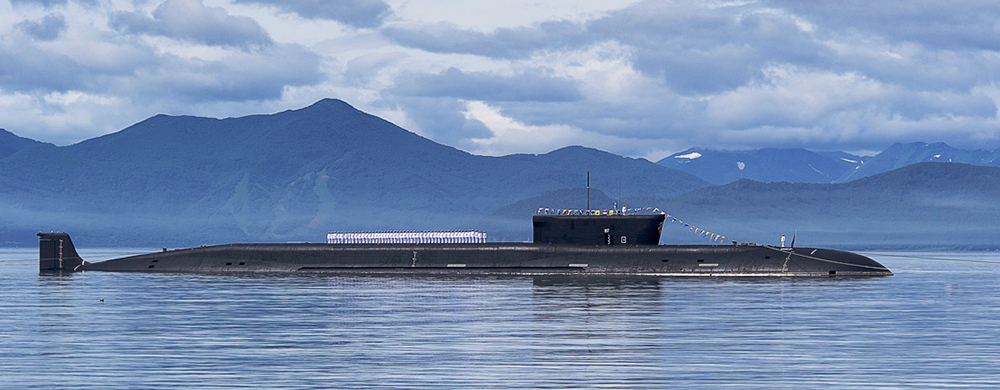
К-551 «Владимир Мономах»

- К-550 «Александр Невский» — РПКСН пр.955. В составе флота с 2013 года[10].
- К-551 «Владимир Мономах» — РПКСН пр.955. В составе флота с 2014 года.
- К-552 «Князь Олег» — РПКСН пр.955А. В составе флота с 2021 года.
- К-553 «Генералиссимус Суворов» — РПКСН пр.955А. В составе флота с 2022 года.
- К-554 «Император Александр III» — РПКСН пр.955А. В составе флота с 2023 года.

## Суда вспомогательного флота
- «Даугава» — морской транспорт вооружений проекта 1791Р «Кальмар-3». В составе флота с 1980 года.
- Плавмастерская проекта 304 (бухта Крашенинникова)
- БДП-71 (бухта Сельдевая)
- ПД-84 (бухта Сельдевая)
- ПД-90 (бухта Сельдевая)

- «Маршал Крылов» — корабль измерительного комплекса (КИК) проекта 19141; в составе флота с 1989 года.  С 2018 г., после модернизации, перебазирован во Владивосток.

## Происшествия
В 2015 году на базе подводных лодок Вилючинск произошла утечка гептила, который вытек из корпуса ракеты при её перегрузке с транспортного корабля. При ликвидации последствий ЧП военные смыли гептил водой в бухту Крашенинникова.